# Asparukh (pitiakhsh)
|  | Aquest article tracta sobre Sàtrapa del Regne d'Ibèria. Vegeu-ne altres significats a «Asparukh». |

Asparukh fou pitiakhsh (bdeakhsh, vitaxa, bidaxš) del Regne d'Ibèria (Geòrgia) càrrec equivalent a sàtrapa, durant el regnat d'Hadrià (117-138). Els pitiakhsh d'Ibèria havien format una dinastia de virreis que governaven al mateix temps que els reis, dinastia que va existir des de vers el segle I fins al III. Tenien una necròpolis a Armazi.
És conegut únicament perquè a les excavacions es va recuperar el seu anell amb segell de la seva tomba, on el seu nom i títol estan clarament gravats en grec i el seu rostre apareix amb el perfil dret amb barba i nas sortint i el tors superior pelat.